# Julia Küßwetter
Julia Küßwetter (bürgerlich Julia Seibel, * 3. Juni 1976 in München) ist eine deutsche Opern-, Lied- und Oratoriensängerin (Sopran).

## Leben

### Ausbildung
Julia Küßwetter wuchs in Würzburg und Tübingen auf. In Würzburg machte sie in der Mädchenkantorei des Würzburger Domes erste musikalische Erfahrungen. Ihren ersten Gesangsunterricht erhielt sie bei Traugott Schmohl in Tübingen. 1995 machte sie ihr Abitur am Uhland-Gymnasium Tübingen. Nach dem Abitur zog sie für ein Jahr nach Rom, wo sie privat bei der lyrischen Sopranistin Rebecca Berg, Professorin an der Accademia Nazionale di Santa Cecilia, studierte.
Ab 1997 studierte sie Gesang, zunächst an der Hochschule für Musik Hanns Eisler in Berlin bei Semion Skigin und Norma Sharp. 1998 wechselte sie an die Musikuniversität Graz. Ab 1999 studierte sie an der Hochschule für Musik und Theater München und der bayerischen Theaterakademie August Everding bei Josef Loibl, Helmut Deutsch und Ted Ganger und schloss 2003 ihr Studium mit Auszeichnung ab.

### Karriere
Bei der Münchener Biennale sang sie 2002 in der Uraufführung der Oper „Monologe für zwei“ von Jörg Widmann unter der Regie von Florentine Klepper. Von 2004 bis 2006 war sie festes Ensemblemitglied an der Oper Chemnitz. Seitdem arbeitet sie freischaffend vor allem als Konzertsängerin.
Sie trat regelmäßig bei den Bad Hersfelder Festspielen, dem Bodenseefestival und dem internationalen Bachfest Schaffhausen und auf dem Klassikfestival D'Accord auf. Sie sang unter der Leitung von Dirigenten wie Philipp Amelung, Christoph Hammer, Tobias Hiller, Ekkehard Klemm, Pia Praetorius, Beat Raaflaub und David Stahl und arbeitete u. a. mit den Münchner Philharmonikern, dem Ensemble L’arpa festante, dem georgischen Kammerorchester Ingolstadt und der Südwestdeutschen Philharmonie Konstanz zusammen.
Im Juni 2007 übernahm sie anlässlich der 800-Jahr-Feier der Elisabeth von Thüringen die Titelpartie in Franz Liszts Oratorium Die Legende von der heiligen Elisabeth bei einem Konzert mit dem Marburger Konzertchor und der Sinfonia Silesia Kattowitz in der Kirche St. Peter und Paul in Marburg. Im August 2007 sang sie bei den Bad Hersfelder Festspielen in der Stiftsruine Bad Hersfeld die Rolle der Marie in der Oper Zar und Zimmermann. Im August 2008 übernahm sie bei den Bad Hersfelder Festspielen in der Stiftsruine Bad Hersfeld die Rolle der Gretel in der Oper Hänsel und Gretel. Im Oktober 2011 trat sie am Dubai Community Theatre & Arts Centre (DUCTAC) in Dubai unter der Regie von Cornelia Lanz in einer halb-szenischen Aufführung von Georg Friedrich Händels letzter Oper Imeneo auf. Im selben Jahr gab sie mit einem Recital mit Liedern von Franz Liszt in New York ihr USA-Debüt. Ab 2012 gastierte sie am Opernhaus Zürich.
Am 8. Mai 2015 sang sie anlässlich des 70. Tags der Befreiung des KZ Theresienstadt als Solistin bei einem Konzert des St. Gallener Oratorienchors und der Mährischen Philharmonie Ostrava in der Kirche zur Auferstehung des Herrn (Garnisonskirche) in Terezín.
2018 entstand eine Aufnahme mit Liedern von Richard Strauss, die unter dem Label Animato im Frühjahr 2019 unter dem Titel Pauline erschien.

### Lehrtätigkeit
Julia Küßwetter ist außerdem als Gesangspädagogin tätig. Sie ist Dozentin für Gesang und Vokalensemble an der Berufsfachschule für Musik des Bezirks Mittelfranken, sowie seit 2013 Dozentin für Gesang und Gesangspädagogik an der Kalaidos Fachhochschule in Zürich. Sie ist Mitglied im Bundesverband deutscher Gesangspädagogen und gibt regelmäßig Meisterkurse mit dem Schwerpunkt Auftrittscoaching, etwa bei den Musikwochen in Arosa und an der Haute école de musique de Genève (Musikhochschule Genf).

### Privates
Julia Küßwetter ist in zweiter Ehe mit dem Unternehmer Stefan Seibel verheiratet. Der Hochschullehrer und Orthopäde Wolfgang Küßwetter ist ihr Vater.

## Diskografie
- Ein romantisches Weihnachtskonzert. Werke von Max Bruch, RBM-Musikproduktion 2003
- Pauline-Songs for Richard's Wife. Animato, 2019

## Auszeichnungen
- 1997: Preisträgerin Jugend musiziert
- 2002: Semifinalistin Bundeswettbewerb für Gesang
- 2003: Finalistin Hans Gabor Belvedere Wettbewerb Kategorie Operette
- 2006: Semifinalistin Hans Gabor Belvedere Wettbewerb
- 2003: Stipendiatin des Deutschen Bühnenvereins